# Embraer P-99
Embraer P-99 – wojskowy samolot rozpoznawczy brazylijskiej firmy Embraer. Pierwszy lot odbył się w 1999 roku. Samolot kupiły trzy kraje: Meksyk, Grecja i Brazylia, Embraer oferował trzy wersje tej maszyny P-99, R-99A i R-99B. Samolot ma prawie identyczną konstrukcję co Embraer 145. Ze względu na wysoką cenę samolotu lata tylko 15 egzemplarzy maszyny.

## Warianty
R-99A to maszyna rozpoznawcza z systemem AWACS. Radar do R-99A wyprodukowano w Szwecji przez firmę Ericsson. Samolot zdobył największą popularność z trzech modeli.
R-99B to wersja wyposażona w Radar z syntetyczną aperturą. Samolot posiada odbiornik teledetekcyjny.
P-99 to patrolowa wersja maszyny. Samolot był uzbrojony w torpedy i w rakiety typu powietrze-powietrze.

## Użytkownicy
Brazylia
- Brazylijskie Siły Powietrzne - 5 R99A, 3 R99B

 Grecja
- Greckie Siły Powietrzne - 4 R99A. W 1999 roku Grecja podjęła decyzje o zakupie samolotu. Dostawy, z rocznym opóźnieniem rozpoczęto w 2003 roku a ukończono w 2005 roku. Po trwającym kilka lat okresie testów i poprawek, 12 lutego 2009 roku, w bazie greckich sił powietrznych mieszczących się w Eleusis, odbyła się uroczystość wcielenie do służby operacyjnej czterech zakupionych samolotów[1].

 Meksyk
- Meksykańskie Siły Powietrzne - 1 R-99A, 2 P99